# 諾蘭·諾斯
諾蘭·拉姆齊·諾斯（英語：Nolan Ramsey North，1970年10月31日—）是一名美國男演員和配音員。他已為許多知名的電影、電視動畫和電子遊戲角色配音；較知名的配音角色如電子遊戲《秘境探險》的奈森·德瑞克、《刺客教條》的戴斯蒙·邁爾斯、《天命》及《天命2》的Ghost、《蝙蝠俠：阿卡漢》的企鵝人，以及《決勝時刻》的愛德華·瑞奇托芬（Edward Richtofen）。
2013年，他在《闇黑無界：星際爭霸戰》中飾演復仇號舵手一角。

## 早期生活
諾蘭·諾斯出生於康涅狄格州紐黑文市。他曾在北卡罗来纳大学教堂山分校中獲得棒球獎學金。諾斯在紐澤西州花了近一年的時間擔任記者，後前往紐約市追求喜劇和表演。最終，諾斯搬到了好萊塢，並於1997年至2003年期間在電視劇《Port Charles》（《杏林春暖》的衍生劇）中演出。在《Port Charles》取消後，他開始專注於配音的工作。

## 外部連結
- 諾蘭·諾斯在互联网电影资料库（IMDb）上的資料（英文）
- 諾蘭·諾斯的X（前Twitter）
- Nolan North（页面存档备份，存于） at Behind The Voice Actors